# Le Tour des géants
Le Tour des géants est un album de bande dessinée français créé par Nicolas Debon et publié en 2009 par Dargaud dans la collection Long courrier, relatant le déroulement du Tour de France 1910.

## Réception critique
Pour planetebd.com, « pas besoin d’être fana de vélo pour se passionner littéralement par l’aventure racontée dans ce one-shot, porté par un somptueux dessin aux crayons gras et à la craie, très artistique, fait de teintes bleues et orangées. En autant d’étapes que de chapitres, Debon retranscrit l’un des tours les plus insensés, qui a marqué cette compétition ultime et relègue l‘Ironman à une récréation scolaire ».